# Acuminite
Acuminite também conhecido como  Acuminita é em mineral de estrôncio, alumínio, fluor combinado com oxigénio e hidrogénio. O seu nome deriva do latim acumen, que significa "ponta afiada", forma em que o seus cristais se apresentam.

## Características químicas
É um fluoreto hidroxilado e hidratado de estrôncio e alumínio . Sua estrutura molecular é a de soro-aluminofluoruro com octahedro isolado.
A cor branca pode mudar para amarelo após a exposição ao raio X.

## Ocorrência
O mineral é encontrado em Ivittuut cidade mineira abandonada perto do Cabo da Desolação no sudoeste da Groelândia.

## Fórmula
Fórmula química:
Sr[AlF4(OH)(H2O)]
Em adição aos elementos da sua fórmula, o cálcio pode ser encontrado como impureza.